# La América
La América är en ort i Mexiko.   Den ligger i kommunen Tlalpujahua och delstaten Michoacán de Ocampo, i den sydöstra delen av landet, 120 km väster om huvudstaden Mexico City. La América ligger 2 567 meter över havet och antalet invånare är 190.
Terrängen runt La América är huvudsakligen kuperad, men norrut är den platt. Terrängen runt La América sluttar norrut. Runt La América är det ganska tätbefolkat, med 179 invånare per kvadratkilometer. Närmaste större samhälle är El Oro de Hidalgo, 5,9 km sydost om La América. Trakten runt La América består till största delen av jordbruksmark.